# 天主教卡羅尼宗座代牧區
天主教卡羅尼宗座代牧區（拉丁語：Vicariatus Apostolicus Caronensis）是委內瑞拉境内的羅馬天主教宗座代牧區，專責傳教工作。該區域直接隸屬於教廷，不隸屬於任何教省。
代牧區於1922年3月4日成立，而主教座堂則位於玻利瓦爾州聖埃倫娜-德瓦伊倫（西班牙語：Catedral de Santa Elena）。

## 歷史
1922年3月4日，教宗庇護十一世成立了卡羅尼宗座代牧區。
1954年7月 30日，當時成立了圖庫皮塔宗座代牧區，卡羅尼宗座代牧區失去了一部分領土。
2010年，教友人數為41,550人（佔轄區總人口74.2%）。五個堂區、八名司鐸。
卡羅尼宗座代牧區在長時間內一直由方濟嘉布遣會引導。由於該修道院內缺乏同一修會的傳教士成員，他們放棄並將傳教部門於2021年7月20日授予聖克里斯托瓦爾教區，並賦予其與該職位相關的所有權利和義務。